# Coppa panamericana femminile under 21 di pallavolo
La Coppa panamericana femminile under 21 di pallavolo (under 20 fino al 2021) è una competizione pallavolistica, organizzata dalla PVU sotto l'egida della NORCECA, per squadre nazionali nordamericane e sudamericane, riservata a giocatrici con un'età inferiore di 21 anni.

## Edizioni
| Edizione                                                             | Edizione        | Podio           | Podio           | Podio         |
| Anno                                                                 | Organizzatore   | Campione        | Seconda         | Terza         |
| -------------------------------------------------------------------- | --------------- | --------------- | --------------- | ------------- |
| Dal 2011 al 2021 la competizione è riservata alle nazionali under 20 |                 |                 |                 |               |
| 2011 Dettagli                                                        | Perù            | Perù            | Rep. Dominicana | Cuba          |
| 2013 Dettagli                                                        | Cuba            | Messico         | Rep. Dominicana | Colombia      |
| 2015 Dettagli                                                        | Rep. Dominicana | Rep. Dominicana | Argentina       | Cile          |
| 2017 Dettagli                                                        | Costa Rica      | Stati Uniti     | Argentina       | Cuba          |
| 2019 Dettagli                                                        | Perù            | Cuba            | Rep. Dominicana | Perù          |
| 2021                                                                 | -               | Non disputata   | Non disputata   | Non disputata |
| Dal 2022 la competizione è riservata alle nazionali under 21         |                 |                 |                 |               |
| 2022 Dettagli                                                        | Messico         | Stati Uniti     | Argentina       | Messico       |
| 2023 Dettagli                                                        | Messico         | Stati Uniti     | Messico         | Cuba          |

## Medagliere
| Pos. | Squadra         | 1º posto | 2º posto | 3º posto | Totale |
| ---- | --------------- | -------- | -------- | -------- | ------ |
| 1    | Stati Uniti     | 3        | 0        | 0        | 3      |
| 2    | Rep. Dominicana | 1        | 3        | 0        | 4      |
| 3    | Cuba            | 1        | 0        | 3        | 4      |
| 4    | Messico         | 1        | 1        | 1        | 3      |
| 5    | Perù            | 1        | 0        | 1        | 1      |
| 6    | Argentina       | 0        | 3        | 0        | 3      |
| 7    | Cile            | 0        | 0        | 1        | 1      |
| 7    | Colombia        | 0        | 0        | 1        | 1      |